# Роша, Марк
Марк Роша (фр. Marc Rochat; род. 18 декабря 1992, Лозанна) — швейцарский горнолыжник, бронзовый призёр чемпионата мира 2025 года. Специализируется в слаломных дисциплинах.

## Карьера
Марк в двухлетнем возрасте в Кран-Монтане научился кататься на лыжах. Первые международные старты провёл в 2008 году, однако его становление неоднократно прерывалось из-за проблем с коленом, перенёс несколько сложных операций.
13 декабря 2015 года Роша дебютировал на этапе Кубка мира в Валь-д’Изере, где не смог добраться до финиша. В своей второй гонке на этапах Кубка мира 6 января 2016 года в Санта-Катерине занял 27-е место, набрав первые очки.
В 2023 году принял участие в слаломном спуске на чемпионате мира в Куршевеле, занял итоговое 14-е место. На чемпионате мира в Зальбахе выиграл серебряную медаль в паре со Стефаном Рожентеном в командной комбинации.

### Чемпионаты мира
| Чемпионат мира | Скоростной спуск | Супергигант | Гигантский слалом | Слалом | Командная комбинация | Команды |
| -------------- | ---------------- | ----------- | ----------------- | ------ | -------------------- | ------- |
| 2023 Куршевель | —                | —           | —                 | 14     | —                    | —       |
| 2025 Зальбах   | —                | —           | —                 | —      | 3                    | —       |